# Jamie Travis
Jamie Travis (nascut el 13 d'agost de 1979) és un cineasta amb seu a Toronto que ha escrit i dirigit curtmetratges, vídeos musicals i anuncis de televisió premiats. Va rebre el reconeixement internacional per les seves dues trilogies de curtmetratges, The Patterns i The Saddest Children in the World.
Els seus sis curtmetratges es van estrenar al Toronto International Film Festival, i la seva obra ha tingut nombroses projeccions retrospectives en festivals i galeries d'art.

## Vida i carrera
El curtmetratge de graduació de Travis, Why the Anderson Children Didn't Come to Dinner (2003), és un retrat surrealista de tres germans joves obligats a endurir els estranys abusos culinaris de la seva mare. La pel·lícula va guanyar nombrosos premis, com ara el millor disseny de producció als premis Leo, el millor guió als premis Golden Sheaf i la millor pel·lícula canadenca al Prends ça court de Montreal! Cicle de cinema.
Amb Patterns (2005) un llançament lúdic d'avantguarda del gènere de suspens en què una dona espera ansiosament una trucada telefònica, Travis va ser guardonat amb el premi al Festival Internacional de Cinema de Vancouver al millor director d'un curtmetratge canadenc occidental. A Patterns li van seguir dues seqüeles, Patterns 2 (2006) i Patterns 3 (2006), que van transformar el formalisme auster de la primera entrega en un joc complet de nois i noies. amb cant, dansa i interludis documentals. Altres moments destacats del festival inclouen el Festival de Cinema Gai i Lèsbic de Londres del BFI i el Festival Internacional de Cinema de Hamptons, on Patterns 3 es va emportar el premi al millor curtmetratge.
Una comèdia fosca sobre un nen de nou anys que planeja tancar la seva festa d'aniversari amb un suïcidi, The Saddest Boy in the World (2006) va plantar fermament Travis al mapa internacional. La pel·lícula va rebre una premsa favorable, amb més de 150 projeccions en festivals i múltiples premis, com el millor curt canadenc al Festival Internacional de Cinema de Calgary, el millor curtmetratge al Festival de Cinema de Victoria a la Colúmbia Britànica i Favorit del públic al Festival Internacional de Curtmetratges NextT de Bucarest.
Travis va concloure la seva trilogia Saddest Children in the World amb The Armoire (2009), en què un joc d'amagar surt malament. En la seva estrena, la pel·lícula va rebre una menció honorífica pel Millor curtmetratge canadenc al Festival Internacional de Cinema de Toronto de 2009, i cobejat a la llista del Canada's Top Ten de final d'any del TIFF. També ha guanyat el millor curtmetratge d'acció en directe al Festival de Cinema de Nashville de 2010 i el millor curtmetratge a la 53a Festival Internacional de Cinema de San Francisco.
Travis també ha dirigit vídeos musicals per a reconeguts artistes indie canadencs Tegan i Sara i ha creat anuncis de televisió per a marques i organitzacions destacades. Actualment està desenvolupant el seu debut al llargmetratge.
Travis va viure a Vancouver durant més de 25 anys. És jueu per part del seu pare. S'ha declarat gai.

## Filmografia
- Why the Anderson Children Didn't Come to Dinner (2003)
- Patterns (2005)
- Patterns 2 (2006)
- Patterns 3 (2006)
- The Saddest Boy in the World (2006)
- The Armoire (2009)
- Kouchibouguac (2011)
- For a Good Time, Call... (2012)
- Finding Carter (2014)
- Faking It (2014-2016)
- Scream: The TV Series (2015-2016)
- Star (2018)
- Angry Angel (2017)
- The Bold Type (2017-2019)
- Claws (2017-2019)
- Charmed (2018)
- Dare Me (2020)
- Panic (2021)
- Yellowjackets (2021)

## Vídeos musicals
- "Back in Your Head" de Tegan and Sara (2007)
- "Hell" de Tegan and Sara (2010)